# 富川総合運動場駅
富川総合運動場駅（プチョン・チョンハブンドンジャンえき）は大韓民国京畿道富川市遠美区春衣洞にある、ソウル地下鉄7号線・西海線の駅。

## 歴史
- 2012年10月27日 - ソウル特別市都市鉄道公社（当時）7号線の駅として開業。
- 2017年5月31日 - ソウル特別市都市鉄道公社とソウルメトロが統合され、ソウル交通公社の駅となる。
- 2022年1月1日 - 7号線・カチウル-石南間の運営権を仁川交通公社に移管。
- 2023年7月1日 - 西海線の大谷駅 - 素砂駅間延長開通、西海線の駅として発足[1]。

## 駅構造

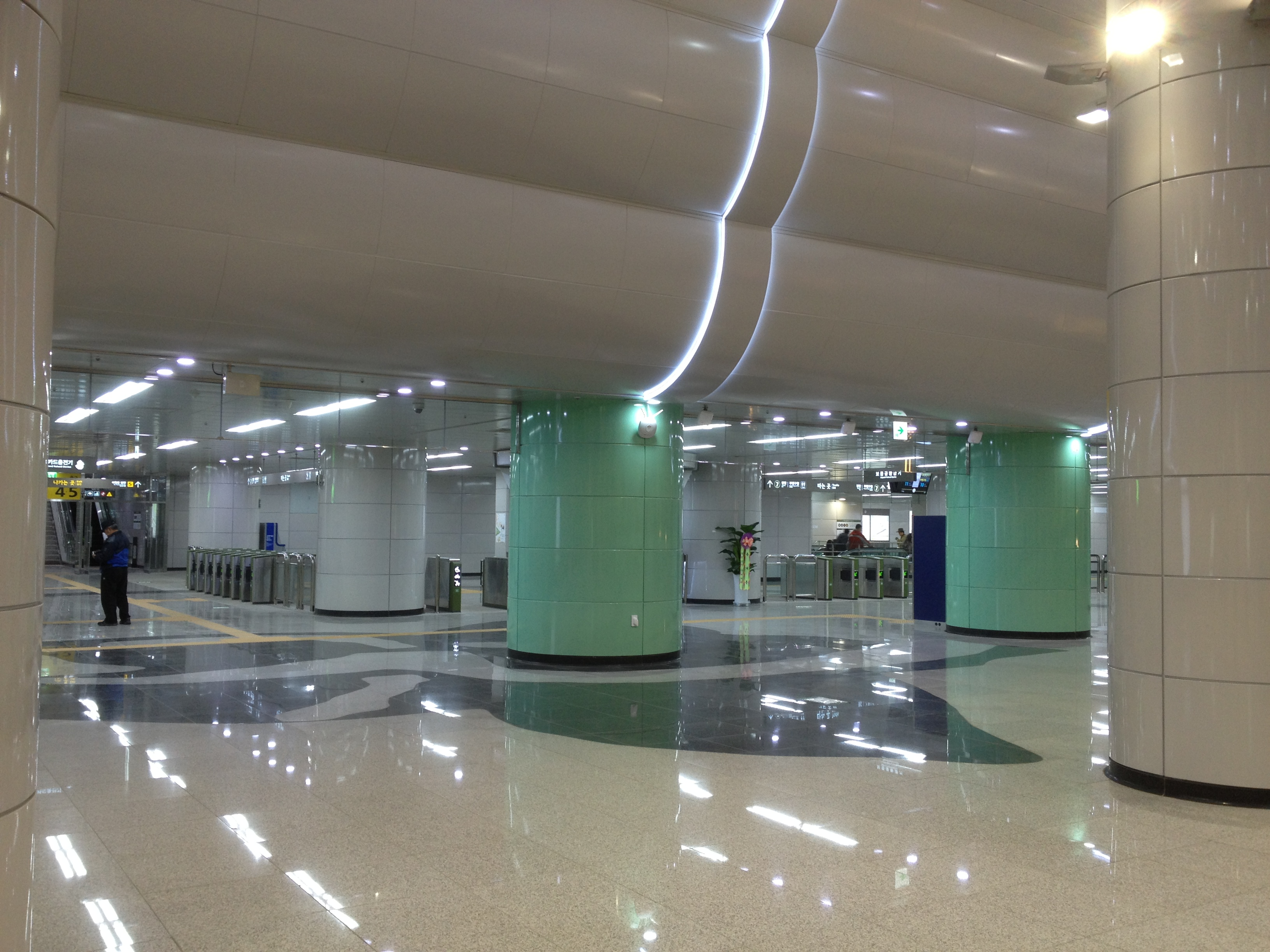
改札階コンコース

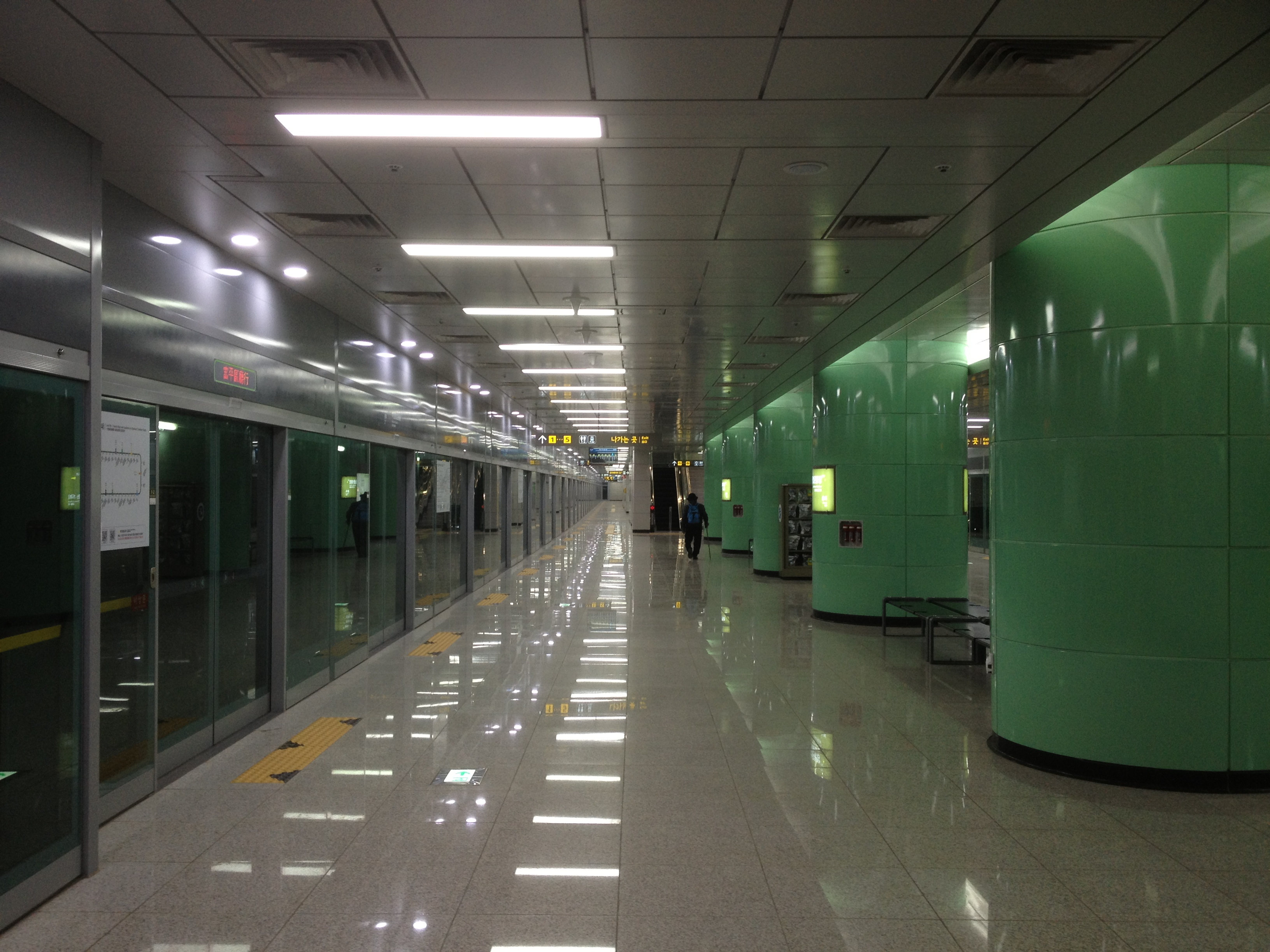
ホーム

島式ホーム1面2線を有する地下駅。

### のりば
案内上ののりば番号は設定されていない。
| 上り | 7号線 | 高速ターミナル・建大入口・道峰山・長岩方面   |
| 下り | 7号線 | 大林・加山デジタル団地・光明サゴリ・温水方面 |

## 利用状況
近年の一日平均利用人員推移は下記のとおり。なお、2012年は開業日の10月27日から12月31日までの66日間の平均である。
| 路線  | 路線     | 2010年 | 2011年 | 2012年 | 2013年 | 2014年 | 2015年 | 出典  |
| ----- | -------- | ------ | ------ | ------ | ------ | ------ | ------ | ----- |
| 7号線 | 乗車人員 | 未開通 | 未開通 | 3,859  | 4,780  | 5,441  | 5,624  | [ 2 ] |
| 7号線 | 降車人員 | 未開通 | 未開通 | 3,593  | 4,353  | 4,985  | 5,178  | [ 2 ] |
| 7号線 | 乗降人員 | 未開通 | 未開通 | 7,452  | 9,133  | 10,426 | 10,802 | [ 2 ] |

## 駅周辺
- 富川総合運動場 - サッカーKリーグ・富川FC1995の本拠地。
- 富川市立中央図書館
- 富川レポーツ公園
- 春衣総合社会福祉館
- 重要無形文化財富川伝授館
- 素新旅客（朝鮮語版）春衣車庫地
- 富川梧亭警察署

## 隣の駅
仁川交通公社
 7号線
カチウル駅 (751) - 富川総合運動場駅 (752) - 春衣駅 (753)
首都圏電鉄
 西海線
遠宗駅 (S14) - 富川総合運動場駅 (S15) - 素砂駅 (S16)